# Neurocranium

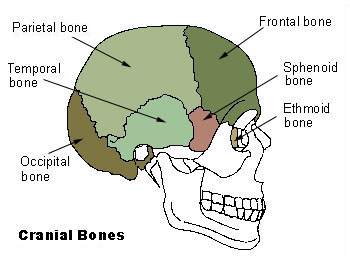
De hersenschedel en zijn onderdelen.

De hersenschedel, het neurocranium of het cranium cerebrale is onderdeel van de schedel. De schedel bestaat verder uit de aangezichtsschedel. De hersenschedel is het deel van de schedel dat bescherming biedt aan de hersenen. In en tussen de beenderen aan de onderkant van de hersenschedel zitten gaten waardoor het ruggenmerg, de hersenzenuwen en de bloedvaten lopen.
De hersenschedel bestaat zelf uit zes schedelplaten en twee andere botten:
- voorhoofdsbeen
- wandbeenderen (links en rechts)
- achterhoofdsbeen
- slaapbeenderen (links en rechts)
- wiggenbeen
- zeefbeen

De zes schedelplaten zijn aan elkaar vastgegroeid, maar de naden ertussen zijn nog goed te onderscheiden. Deze naden worden ook wel suturen genoemd.